# Großdietmanns
Großdietmanns est une commune autrichienne du district de Gmünd en Basse-Autriche.